# Каплун, Эммануил Моисеевич
Каплун Эммануил Моисеевич (29 мая [11 июня] 1900, Ингулец, Херсонская губерния или Кривой Рог, Херсонская губерния — 18 мая 1952, Ленинград) — советский врач, акушер-гинеколог. Доктор медицинских наук (1939), профессор (1935).

## Биография
Родился 29 мая (11 июня) 1900 года в местечке Кривой Рог (по другим данным — в еврейской колонии Ингулец).
В 1924 году окончил Екатеринославский медицинский институт, врач-гинеколог.
В 1938—1939 годах — первый заведующий кафедрой акушерства и гинекологии Сталинградского медицинского института.
В 1939—1942 годах — директор клиники 7-й больницы в Сталинграде. Участник обороны Сталинграда.
В 1943 году — старший ассистент кафедры акушерства и гинекологии Ленинградского государственного института для усовершенствования врачей. 3 января 1943 года с этой должности призван в Красную армию. В ноябре 1943 — феврале 1944 года — главный гинеколог Центрального, потом, до конца войны — 1-го Белорусского фронтов. Подполковник медицинской службы, военврач 2-го ранга.
В условиях боевой обстановки осуществлял организацию и методическое руководство гинекологической помощью на этапах медицинской эвакуации фронта в Белорусской, Варшавско-Познанской, Берлинской и других операциях.
21 февраля 1945 года уволен в запас.
В 1945—1952 годах — руководитель отделения оперативной гинекологии Института акушерства и гинекологии имени Отта.
Умер 18 мая 1952 года в Ленинграде, где и похоронен на Преображенском еврейском кладбище (Гаревая дорога, участок 1/3, старый).

## Научная деятельность
Специалист в области акушерства и гинекологии. Автор более 50 научных работ. Исследовал технику гинекологических операций и медикаментозного обезболивания родов.

### Научные труды
- Клинические и экспериментальные данные к оценке эффективного метода возбуждения родовой деятельности [Текст]: монография для врачей; предисл. Мандельштам / Гос. центр, науч.-исслед. акушерско-гинеколог. ин-т НКЗ СССР. — Л.: Коминтерн, 1938. — 202 c.
- Гормональная диагностика беременности [Текст] / Центр. ин-т акушерства и гинекологии М-ва здравоохранения СССР. — Л.: Тип. им. Урицкого, 1947. — 159 с.

## Награды
- Орден Красной Звезды (1 июля 1943);
- Орден Отечественной войны 2-й степени (24 октября 1944);
- Орден Отечественной войны 1-й степени (24 ноября 1945);
- Медаль «За отвагу»;
- Отличник здравоохранения СССР.